# Doctor Who (14.ª temporada clássica)
A décima quarta temporada clássica da série de televisão britânica de ficção científica Doctor Who estreou em 4 de setembro de 1976 com o serial The Masque of Mandragora e terminou em 2 de abril de 1977 com The Talons of Weng-Chiang. Estrelou Tom Baker como o Quarto Doutor, Elisabeth Sladen como Sarah Jane Smith e Louise Jameson como Leela.

## Elenco

### Principal
- Tom Baker como o Quarto Doutor
- Elisabeth Sladen como Sarah Jane Smith
- Louise Jameson como Leela

### Convidado
- Peter Pratt como o Mestre

## Seriais
| História | Serial | Título (Títulos lusófonos)                                        | Dirigido por      | Escrito por             | Exibição original | Cód. de produção | Audiência no Reino Unido (milhões) | AI      |
| --- | ------ | ----------------------------------------------------------------- | ----------------- | ----------------------- | --- | ---------------- | ---------------------------------- | ------- |
| 86 | 1      | The Masque of Mandragora                                          | Rodney Bennett    | Louis Marks             | 4 de setembro de 197611 de setembro de 197618 de setembro de 197625 de setembro de 1976                              | 4M               | 8,39,89,210,6                      | 5856—56 |
| Um encontro com a estrutura de energia viva conhecida como a Hélice Mandragora leva a TARDIS à Itália do século XV.                                                             |        |                                                                   |                   |                         | |                  |                                    |         |
| 87 | 2      | The Hand of Fear                                                  | Lennie Mayne      | Bob Baker e Dave Martin | 2 de outubro de 19769 de outubro de 197616 de outubro de 197623 de outubro de 1976                                   | 4N               | 10,510,211,112,0                   | —62—    |
| O Doutor e Sarah são apanhados em uma explosão de mineração. Sarah é encontrada segurando o que parece ser uma mão fossilizada, enterrada em um estrato de 150 milhões de anos. |        |                                                                   |                   |                         | |                  |                                    |         |
| 88 | 3      | The Deadly Assassin                                               | David Maloney     | Robert Holmes           | 30 de outubro de 19766 de novembro de 197613 de novembro de 197620 de novembro de 1976                               | 4P               | 11,812,113,011,8                   | —59—61  |
| O Doutor retorna ao seu planeta natal, Gallifrey . Quando o presidente do Conselho Superior é assassinado, no entanto, ele se torna o principal suspeito.                       |        |                                                                   |                   |                         | |                  |                                    |         |
| 89 | 4      | The Face of Evil                                                  | Pennant Roberts   | Chris Boucher           | 1 de janeiro de 19778 de janeiro de 197715 de janeiro de 197722 de janeiro de 1977                                   | 4Q               | 10,711,111,311,7                   | 61—5960 |
| O Doutor chega em um planeta onde duas tribos estão em guerra e descobre que seu deus do mal é ele mesmo.                                                                       |        |                                                                   |                   |                         | |                  |                                    |         |
| 90 | 5      | The Robots of Death Os Robôs da Morte (BR) Os Robots Mortais (PT) | Michael E. Briant | Chris Boucher           | 29 de janeiro de 19775 de fevereiro de 197712 de fevereiro de 197719 de fevereiro de 1977                            | 4R               | 9,59,310,110,2                     | —57—    |
| Uma nave é comandada por uma tripulação de funcionários humanos indolentes ou avarentos. É uma parceria feliz até que a tripulação humana começa a ser assassinada, uma a uma.  |        |                                                                   |                   |                         | |                  |                                    |         |
| 91 | 6      | The Talons of Weng-Chiang                                         | David Maloney     | Robert Holmes           | 26 de fevereiro de 19775 de março de 197712 de março de 197719 de março de 197726 de março de 19772 de abril de 1977 | 4S               | 11,39,810,211,410,19,3             | —60—58  |
| O Doctor e Leela viajam para a Londres vitoriana, onde encontram um sinistro mágico de palco chinês e seu mestre, um fugitivo do século LI.                                     |        |                                                                   |                   |                         | |                  |                                    |         |

## Lançamentos em DVD
| História | Número e duração dos episódios | Data de lançamento na Região 2 | Data de lançamento na Região 4 | Data de lançamento na Região 1 |
| --- | ------------------------------ | ------------------------------ | ------------------------------ | ------------------------------ |
| The Masque of Mandragora | 4 × 25 min.                    | 8 de fevereiro de 2010         | 31 de março de 2010            | 4 de maio de 2010              |
| The Hand of Fear | 4 × 25 min.                    | 24 de julho de 2006            | 7 de setembro de 2006          | 7 de novembro de 2006          |
| The Deadly Assassin | 4 × 25 min.                    | 11 de maio de 2009             | 2 de julho de 2009             | 1 de setembro de 2009          |
| The Face of Evil | 4 × 25 min.                    | 5 de março de 2012             | 5 de abril de 2012             | 13 de março de 2012            |
| The Robots of Death | 4 × 25 min.                    | 13 de novembro de 2000         | 2 de julho de 2001             | 11 de setembro de 2001         |
| The Robots of Death – Special Edition Parte do conjunto de boxes Revisitations 3.                                                                                 | 4 × 25 min.                    | 13 de fevereiro de 2012        | 1º de março de 2012            | 13 de março de 2012            |
| The Talons of Weng-Chiang | 6 × 25 min.                    | 28 de abril de 2003            | 30 de junho de 2003            | 7 de outubro de 2003           |
| The Talons of Weng-Chiang – Special Edition Disponível apenas como parte do box Revisitations 1 nas Regiões 2 e 4. Apenas disponível individualmente na Região 1. | 6 × 25 min.                    | 4 de outubro de 2010           | 2 de dezembro de 2010          | 11 de outubro de 2011          |

## Romantizações
| História                  | Título do romance                        | Autor              | Publicação             |
| ------------------------- | ---------------------------------------- | ------------------ | ---------------------- |
| The Masque of Mandragora  | Doctor Who and the Masque of Mandragora  | Philip Hinchcliffe | 8 de dezembro de 1977  |
| The Hand of Fear          | Doctor Who and the Hand of Fear          | Terrance Dicks     | 18 de janeiro de 1979  |
| The Deadly Assassin       | Doctor Who and the Deadly Assassin       | Terrance Dicks     | 20 de outubro de 1977  |
| The Face of Evil          | Doctor Who and the Face of Evil          | Terrance Dicks     | 19 de janeiro de 1978  |
| The Robots of Death       | Doctor Who and the Robots of Death       | Terrance Dicks     | 24 de maio de 1979     |
| The Talons of Weng-Chiang | Doctor Who and the Talons of Weng-Chiang | Terrance Dicks     | 15 de novembro de 1977 |